# Xã Preston, Quận Jasper, Missouri
Xã Preston (tiếng Anh: Preston Township) là một xã thuộc quận Jasper, tiểu bang Missouri, Hoa Kỳ. Năm 2010, dân số của xã này là 1.446 người.